# Elecciones presidenciales de Guinea Ecuatorial de 2002
Las elecciones presidenciales se celebraron en Guinea Ecuatorial el 15 de diciembre de 2002. El Presidente titular, Teodoro Obiang Nguema Mbasogo, ganó fácilmente otro mandato; La oposición boicoteó la elección.

## Desarrollo
Las elecciones fueron convocadas por decreto presidencial de forma anticipada el 2 de noviembre de 2002. Originalmente estaban previstas para la primavera de 2003, pero fueron adelantadas, según el gobierno, debido a «la existencia de tensiones crecientes en el seno motivadas por la falta de un vicepresidente». El presidente Teodoro Obiang se presentó a la reelección por el Partido Democrático de Guinea Ecuatorial (PDGE), siendo además apoyado por la Alianza Democrática Progresista (ADP), la Convención Liberal Democrática (CLD), el Partido Liberal (PL), el Partido Social Demócrata (PSD), el Partido Socialista (PSGE), la Unión Democrática Nacional (UDENA) y la Unión Democrática Social (UDS).
Los cuatro candidatos de la oposición retiraron su candidatura el día de la elección. El primer candidato de oposición en retirarse fue Celestino Bonifacio Bacalé, candidato de Convergencia para la Democracia Social (CPDS), afirmando que "la votación es totalmente fraudulenta en todos los niveles; en el 90% de las mesas la votación se está llevando a cabo en público y la gente se ve obligada a tomar sólo una papeleta de votación, la de Obiang". También dijo que algunas de las mesas de votación designadas en realidad no existían, mientras que algunos colegios electorales que no fueron designados habían aparecido de repente; También alegó que los funcionarios electorales estaban abriendo y comprobando sobres de voto. Además, según Bacalé, algunos individuos a cargo de las mesas de votación se habían visto privados de esa responsabilidad debido a su insistencia en tener elecciones libres y justas, y dijo que el CPDS no reconocería los resultados.  A pesar de la retirada de Bacalé, su nombre permaneció en la boleta electoral. La campaña fue difícil para la CPDS, ya que su candidato no tuvo acceso a la televisión y uno de sus más importantes líderes, Placido Mico, estuvo encarcelado durante el proceso.
Aparte de Bacalé, los otros tres candidatos retirados fueron Secundino Oyono de la Convergencia Social Democrática y Popular (CSDP), Jeremias Ondo de la Unión Popular (UP) y Buenaventura Mosuy del Partido de la Coalición Social Demócrata. Severo Moto, líder de la oposición en el exilio, dijo que no había ninguna posibilidad de unas elecciones libres y justas. La campaña electoral de la oposición estuvo marcada por la intimidación por parte de las fuerzas del gobierno, llegándose a interrumpir mítines y destruir material de campaña.

### Jornada electoral
Durante la jornada electoral se constataron numerosas irregularidades: la presencia del "voto patriótico" (los votantes mostraban públicamente la papeleta en apoyo a Obiang antes de depositara, incluso ante las cámaras de televisión), la firma forzada de las actas electorales antes del cierre de los colegios y la expulsión de los interventores de la oposición. En colegios electorales donde conocidos opositores (incluyendo los propios candidatos) concurrieron a sufragar, las candidaturas de la oposición oficialmente no obtuvieron voto alguno. En ninguna mesa del país un candidato opositor obtuvo más de cien votos.
El Partido Democrático de Guinea Ecuatorial (PDGE) del Presidente Obiang dijo que la votación se había desarrollado "en un ambiente normal y pacífico", mientras que el ministro del Interior Clemente Engonga calificó la retirada de los candidatos de la oposición como "ilegal, irresponsable y antidemocrática", declarando además que su retirada era una "prueba de [su] mala fe y espíritu diabólico". Los candidatos de la oposición exigieron una nueva elección "en las mejores condiciones de libertad, legalidad y transparencia".
Un observador electoral, Ahmed Rajab, dijo a la BBC que no había visto "ninguna irregularidad como tal", aunque subrayó que no sabía lo que había ocurrido antes de la elección y dijo que podría haber habido "un elemento de miedo" para favorecer a Obiang. Dijo que el gobierno estaba avergonzado por la pérdida de credibilidad causada por la retirada de la oposición, lo que dejó a Obiang como ganador de lo que efectivamente fue una elección de un solo candidato.

## Resultados
| Candidato                      | Partido                                   | Votos   | %     |
| ------------------------------ | ----------------------------------------- | ------- | ----- |
| Teodoro Obiang Nguema Mbasogo  | Partido Democrático de Guinea Ecuatorial  | 204,367 | 97.06 |
| Celestino Bonifacio Bacalé     | Convergencia para la Democracia Social    | 4,570   | 2.17  |
| Jeremías Ondo Ngomo            | Unión Popular                             | 663     | 0.31  |
| Buenaventura Monsuy Asumu      | Partido de la Coalición Social Demócrata  | 501     | 0.24  |
| Secundino Oyono Edú-Aguong Ada | Convergencia Social Democrática y Popular | 449     | 0.21  |
| Votos anulados                 | Votos anulados                            | 554     | -     |
| Total                          | Total                                     | 211.104 | 100   |
| Fuente: African Elections      |                                           |         |       |

## Reacciones
Además de la oposición ecuatoguineana, el Partido Socialista Obrero Español (PSOE) y la Izquierda Unida (IU) condenaron el fraude electoral. La Ministra de Asuntos Exteriores de España Ana Palacio puso en duda la legitimidad de los resultados ya que "no se ha respetado la plasmación de la democracia, que es el ejercicio libre del derecho a voto".
Por el contrario, el gobierno celebró el resultado obtenido por Obiang.